# جاك ماكسورثي
جاك ماكسورثي (بالإنجليزية: Jake Muxworthy)‏ هو ممثل أمريكي، ولد في 10 سبتمبر 1978 في الولايات المتحدة.

## وصلات خارجية
- جاك ماكسورثي على موقع IMDb (الإنجليزية)
- جاك ماكسورثي على موقع قاعدة بيانات الفيلم (الإنجليزية)